# کمیته استانداردگذاری اروپا
کمیته استانداردگذاری اروپا
 که با حروف اختصاری: CEN نیز شناخته می‌شود، یک سازمان عمومی است که هدف آن تقویت اقتصاد بازار واحد اروپا به شکل اخص و قاره اروپا به شکل اعم، از طریق ایجاد زیربنای لازم به منظور ابداع، گسترش و حفظ استانداردهای واحد در کشورهای ذینفع است.
این سازمان که در سال ۱۹۶۱ میلادی تشکیل شد و ۳۴ کشور در آن عضویت دارند مورد تأیید رسمی اتحادیه اروپا، انجمن تجارت آزاد اروپا و  پادشاهی متحد بریتانیای کبیر و ایرلند شمالی قرار گرفته است.

## یادداشت
1. ↑   به زبان فرانسه: